# Samboriden

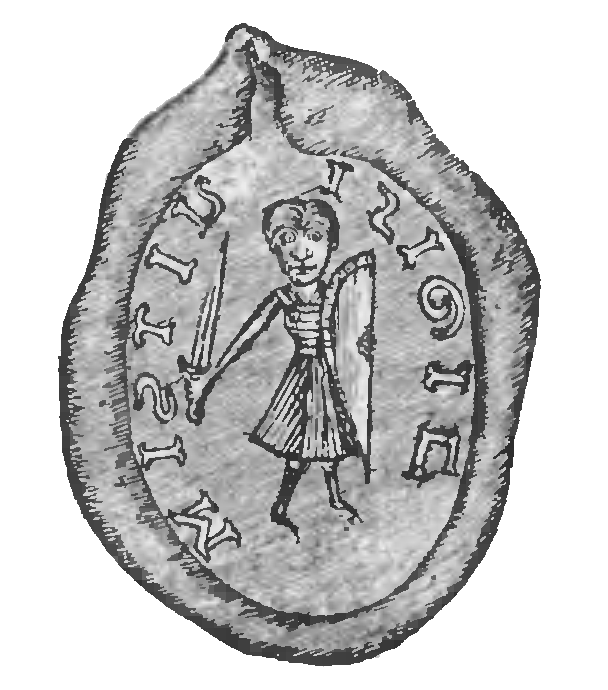
Zegel van Mestwin I

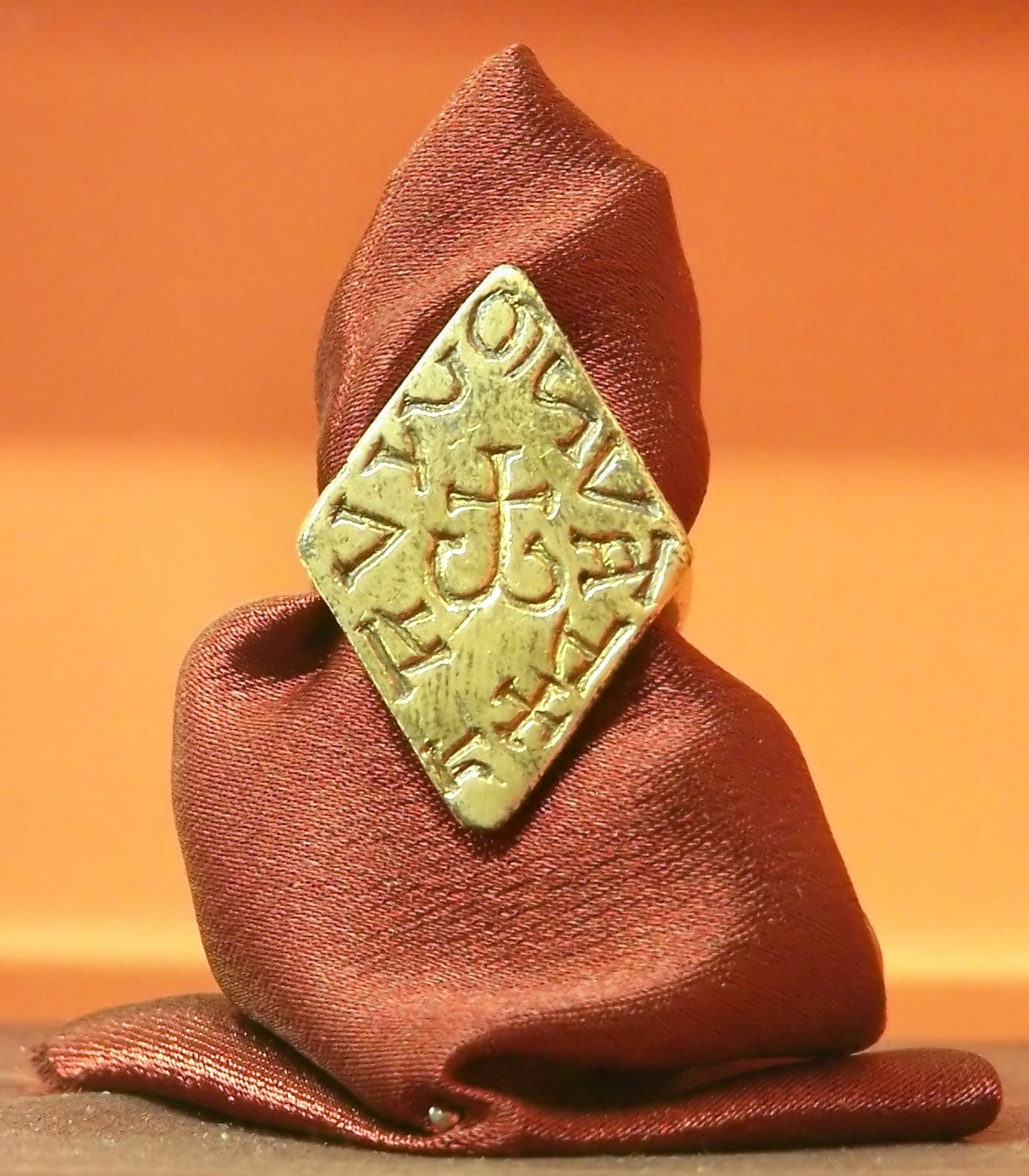
Zegelring van Swantopolk II

De dynastie van de Samboriden heerste in de periode van 1185 tot 1294 in het Hertogdom Pommerellen.

## Inleiding
Over deze eerste vorsten is slechts beperkt historisch bronmateriaal beschikbaar. De namen van de vorsten zijn vrijwel uitsluitend uit  –klaarblijkelijk door hen opgestelde – schenkingsoorkonden bekend. Vele documenten zijn, om diverse redenen - zowel inhoudelijk als qua datering – vervalst. Over de invloed die zij buiten Pommerellen uitoefenden is nauwelijks iets bekend.

Het gevolg is, dat er veel over deze periode wordt gespeculeerd en dat daarbij verschillende conclusies getrokken werden en worden.
Een belangrijk twistpunt is daarbij: of het hertogdom Pommerellen gedurende de heerschappij van de Samboriden al dan niet tot de heerschappij van de Hertog van Groot-Polen behoorde. In deze onduidelijke context wordt het Latijnse woord “Princeps” door enige onderzoekers vertaald als  “stadhouder”, anderen vertalen het als “vorst”

## Afstamming
Ook over de afstamming van het vorstenhuis is discussie. Terwijl de heersers van alle Poolse deelvorstendommen verwant waren met de familie der Piasten, behoorden de Samboriden zonder enige twijfel niet tot de Piasten. 
Enige onderzoekers gaan ervan uit dat de Poolse hertog Boleslaw III, bij de onderwerping van Pommeren in 1116, een familie uit het Poolse achterland tot stadhouder van Pommerellen heeft benoemd. Daarbij wordt erop gewezen, dat in het gebied rond Sieradz dezelfde voornamen voorkomen als bij de Samboriden: "Swientopelk, Warcislaw en Msciwoj". De nakomelingen van deze stadhouders zouden zich daarna (tijdelijk) aan de heerschappij van de Piasten (Polen) hebben onttrokken.

Anderen zijn van mening, dat de Samboriden een autochtoon adellijk geslacht was. Zij onderbouwen dit met het feit, dat in de oorkonden van de heersers Sambor I en Mestwin I zonder enig voorbehoud wordt vervoegd over hun “van hun vaders en grootvaders geërfde bezittingen”, zonder dat daarbij blijk wordt gegeven van enige afhankelijkheid van de Piastische hertogen.

## Leden van het huis der Samboriden
1. Sobieslaw I (Subislaw), Hertog van Pommerellen (* 1155 - † 1187) 
  1. Sambor I, Hertog von Pommerellen (* 1187 - † 1207) 
    1. Sobieslaw II (Subislaw), Sambors zoon en opvolger (onder de voogdij van zijn oom Mestwin I), stierf op jeugdige leeftijd.

  2. Mestwin I (Msciwoj) (* ca. 1160 - † 1220), Hertog van Pommerellen (1207 - 1220) 
    1. Swantopolk II, de Grote (* 1195 – † 1266, Hertog van Pommerellen (1220 - 1266) 
      1. Wartyslaw II (* 1237 – † 1271), verkreeg het noordelijke deel van Pommerellen met de Burcht en Stad Danzig. In 1269 vluchtte hij na een strijd met zijn Broer Mestwin II. naar Kujawy (Kujawien). Hij stierf daar begin 1271.
      2. Mestwin II (*1220 – † 1294), zoon van Swantopolk II, Hertog van Pommerellen (1266 - 1294)

    2. Wartyslaw I (* 1195 – † 1229), verkreeg in 1220 het zuidelijke deel van  Pommerellen met de Burcht Schwetz (Świecie). Hij stierf in 1229. zijn Broers verdeelden onderling zijn land.
    3. Sambor II, zoon van Mestwin I (* 1208 – † 1276), Hertog van Pommerellen (1220 - 1272)
    4. Ratibor (* 1212 – † 1272), Hertog van Pommerellen
    5. Witoslawa (* 1205 – † 1290), Priorin in het klooster Zuckau
    6. Miroslawa ∞ Bogislaw II van Pommeren (* 1190 - † 1240)
    7. Jadwiga ∞ Wladyslaw Odonicz (* 1200 - † 1249)

## Einde van de heerschappij
Met de dood van Mestwin II in 1294 was het vorstenhuis  van Pommerellen: de Samboriden uitgestorven. Przemysl II van Groot-Polen, die op 16 juni 1295 door de aartsbisschop van Gnesen (Gniezno) tot Koning van Polen was gekroond, volgde zonder enig probleem Mestwin II in zijn hoedanigheid van Hertog van Pommerellen op. Hij werd echter reeds in februari 1296 vermoord. Door de ambivalente politieke erfenis van Mestwin II ontstond vervolgens een successieoorlog over Pommerellen, waarna het land uiteindelijk in 1308 in het bezit van de Duitse Orde kwam.